# Plexus artériel
Un plexus artériel est un plexus vasculaire constitué exclusivement d'artères.Ils sont moins courant que les plexus veineux et leur rôle est de permettre une vascularisation latérale en cas d’obstruction artériel.
Le plus notable en anatomie humaine est le cercle artériel du cerveau.